# Peter and the Test Tube Babies
Peter and the Test Tube Babies bildades 1978 i engelska Brighton. De var ett av de första riktiga oi!-banden i punkvågen. Originaluppsättningen bestod av Peter Bywaters (sång), Derek "Del" Greening (gitarr), Chris "Trapper" Marchant (basgitarr) och Nicholas "Ogs" Loizides (trummor).

## Diskografi
Studioalbum
- 1982 – Pissed and Proud
- 1983 – The Mating Sounds of South American Frogs
- 1984 – The Loud Blaring Punk Album
- 1986 – Soberphobia
- 1990 – The $hit Factory
- 1991 – Cringe
- 1995 – Supermodels
- 1998 – Alien Pubduction
- 2005 – A Foot Full of Bullets
- 2012 – Piss Ups
- 2017 – That Shallot

Singlar / EP
- 1982 – "Banned From The Pubs"
- 1982 – "Run Like Hell"
- 1983 – "3 x 45"
- 1983 – "The Jinx"
- 1983 – "Zombie Creeping Flesh"
- 1984 – Pressed for Ca$h EP
- 1985 – Rotting in the Fart Sack EP
- 1986 – "Key To The City"
- 2000 – "Fuck The Millennium"

Livealbum
- 1990 – Live and Loud!! - More Chin Shouting
- 1996 – Schwein Lake Live

Samlingsalbum
- 1978 – The Vaultage Punk Collection
- 1988 – The Best Of Peter and the Test Tube Babies
- 1991 – Totally Test Tubed
- 1995 – The Punk Singles Collection
- 2000 – The Final Nail
- 2001 – The Best Of Peter And The Test Tube Babies